# Эмсланд (регион)

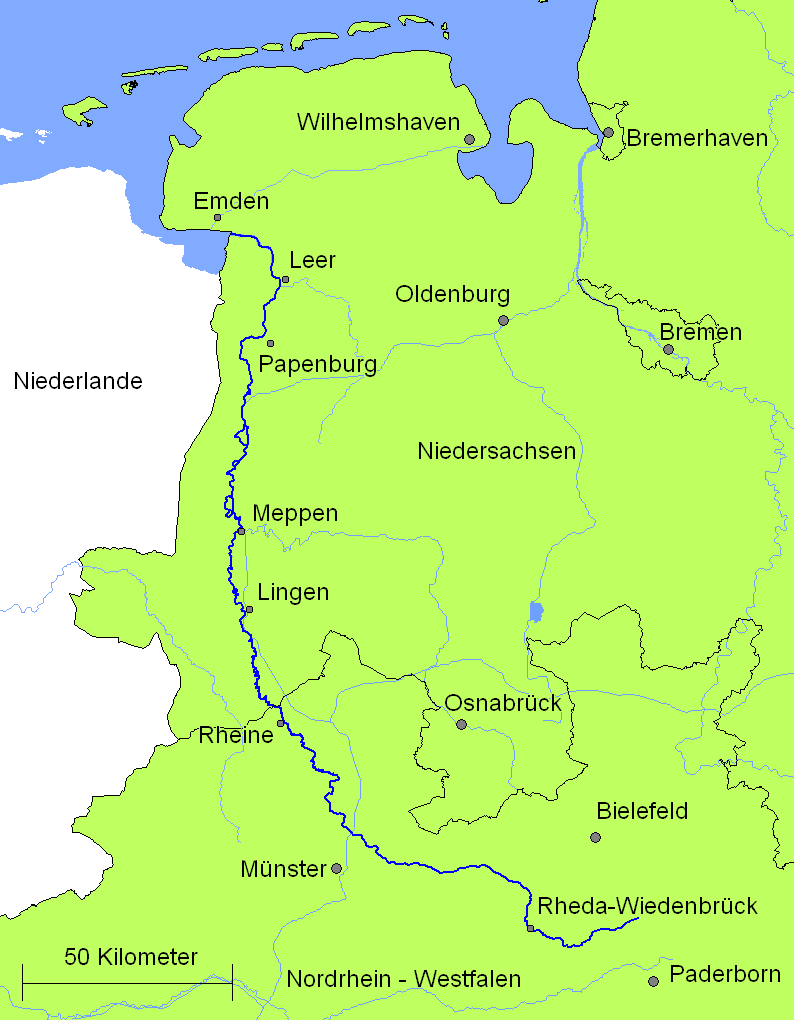
Течение реки Эмс

Эмсланд (нем. Emsland) — историко-географический регион в Германии.

## География
Эмсланд — это название природно-исторического региона, расположенного по среднему течению реки Эмс на западе земли Нижняя Саксония и на северо-западе земли Северный Рейн-Вестфалия. Административно в этот регион входят нижне-саксонские округа Эмсланд и графство Бентхейм (так называемый «ганноверский Эмсланд») и вестфальский округ Штайнфурт («вестфальский Эмсланд»).
Природный ландшафт региона представлен болотистыми равнинами, наиболее крупный район которых находится вокруг города Папенбург. Наиболее крупными реками Эмсланда являются Эмс, Хазе и Затер-Эмс. Севернее Хазе протянулась цепь возвышенностей Хюммлинг и несколько южнее — Лингенер-Хёэ. Наиболее крупные города здесь — Райне, Гревен, Штайнфурт, Меппен, Линген, Папенбург.

## История

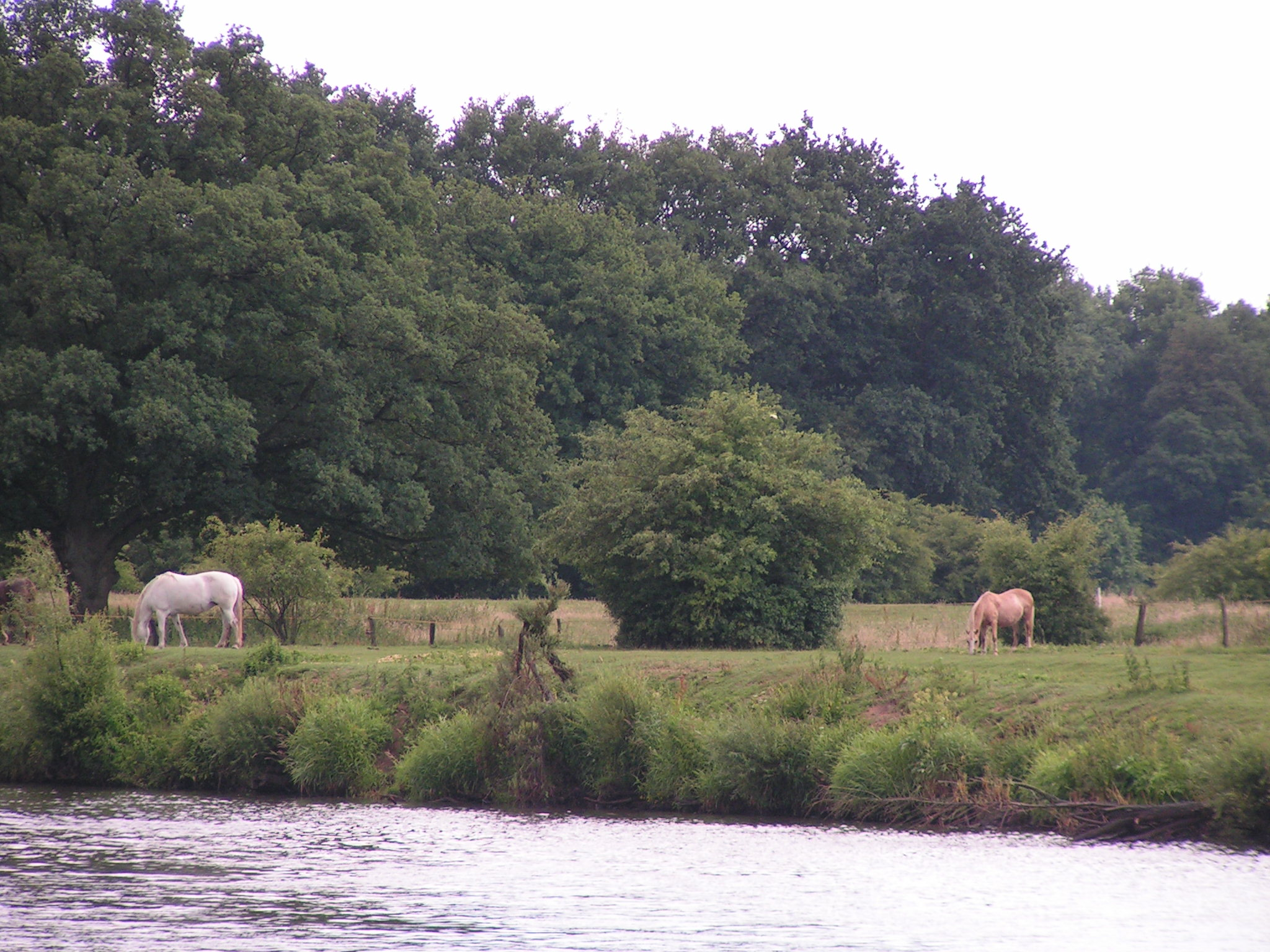
Природа Эмсланда

Следы пребывания человека в Эмсланде фиксируются с момента окончания последнего Ледникового периода, около 4 тысяч лет до н. э. Около 3.500 г. до н. э. здесь создаются мегалитические сооружения, характерные для каменного века в этой части северо-западной Европы. Регион заселяется германскими племенами на рубеже 2-го — 1-го тысячелетий до н. э. При римском императоре Августе эту территорию заселяли ампсиварии, которых в середине I века н. э. вытеснили пришедшие с востока хауки. В результате саксонских войн Карла Великого Эмсланд вошёл в состав Франкского государства. В течение Средневековья этот регион входил в саксонскую часть Вестфалии (вместе с Восточной Фрисландией). Территория нынешнего округа Эмсланд до 1803 года входила в архиепископство Мюнстер, в 1803—1810 — в герцогство Аренберг-Меппен, в 1810—1815 — принадлежало Франции, с 1815 — Ганноверу, и с 1866 года — Пруссии.
На территории Эмсланда в годы Второй мировой войны была создана целая сеть концлагерей, так называемые Эмсландлагеря. В 1945—1948 в Эмсланде, вошедшем в британскую оккупационную зону, были размещены польские части, подчинявшиеся эмигрантскому лондонскому правительству и отказавшиеся возвращаться в социалистическую Польшу. Польские солдаты обращались с местным немецким населением весьма бесцеремонно, многие немецкие семьи были изгнаны из родных домов для того, чтобы освободить место жительства для 20 тысяч польских военнослужащих и членов их семей.

## Языки
На большей части сельских районов Эмсланда родным для населения является платтдойч, один из нижненемецких диалектов немецкого языка (нижне-саксонский вариант для северных и центральных районов, вестфальский — для юго-восточных). В городах (Папенбург, Линген, Меппен и др.) в настоящее время платтдойч уже практически не употребляется. На территории Затерланда (вдоль реки Затер-Эмс) местные жители говорят на затерландском фризском, одном из диалектов фризского языка.